# Унмани Авастха
Унмани Авастха (Unmani Avastha) — состояние безмыслия у йогов, является высшим состоянием в Раджа Йоге. Унмани авастха дхьяна —  это медитация ментального безмыслия. При Унмани Авастха прекращается внутренний диалог, ум функционирует, но без каких-либо помех в виде конфликтных мыслей или анализа. В этом состоянии глаза воспринимают, но ничего не видят. Унмани Авастха достигается когда освоена сиддхасана и когда Луна и три Бандхи делаются естественно, без усилий.

«Все учения ни к чему для того, кто знает Унмани авастха, приносящее океан блаженства»— Свами Сватмарама.Хатха-йога-прадипика
О состоянии унмани широко упоминается в древних манускриптах йоги и тантры. В частности, Хатха Йога Прадипика  гласит: «Без поддержки ума практикующий становится обессмысленным. Он попадает в пространство, внутри и снаружи которого все исполнено шумом и суетой. Это и есть состояние медитации, унмани» (стих 4:50). «Что бы не было в этом мире, живое или неживое, это лишь представление ума. Когда ум поднимается в сознание унмани, тогда неведение и двойственность пропадают» (стих 4:61). Унмани подразумевает состояние, которое находится за пределами мысли, — медитацию. Это состояние, где все воздействия и влияния объектов мира отсутствуют. Целью крийя-йоги и является вызвать состояние унмани, а унмани мудра — это достаточно простая техника, которая позволит провести этот опыт.

Пребывание в унмани – это полный смысл практики падьи (поклонения божественным стопам). Пребывать в состояний аманаска – это истинный смысл практики аргхьи (подношение воды как жертвоприношение). С помощью унмани, ум становится спокойным, тогда достигнешь состояния Парабрахмана, который является неподвижным и безмятежным, как лампа в безветренном месте. Когда достигаешь состояния унмани, тогда становишься бесконечно погружённым в акашу. Следовательно весь мир становится объектом читты, и когда читта находится в состоянии унмания, происходит лайя (поглощение в Брахмане).— Мандала-брахмана-упанишада